# Trompa

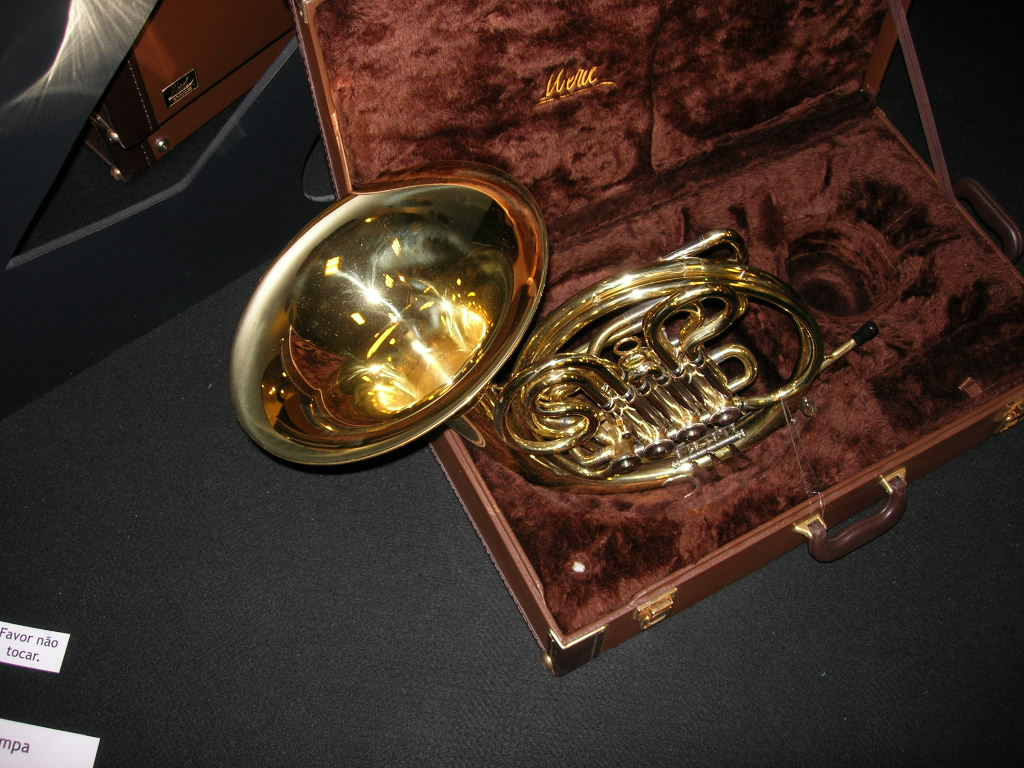
O instrumento com seu estojo.

A trompa é um instrumento de sopro , ou seja, um aerofone, da família dos metais (ou instrumentos de bocal), metálico e curvo, maior que a trombeta, considerado essencial na orquestra sinfônica moderna. Consiste num tubo metálico de 3,7 metros de comprimento, ligeiramente cônico, com um bocal numa das extremidades e uma campana, (ou pavilhão) na outra, enrolado várias vezes sobre si mesmo, e munido de três, quatro ou até cinco válvulas, de acordo com o modelo e marca. O trompista prime as chaves com a mão esquerda e, com a mão direita dentro da campana, consegue controlar a afinação, timbre e mesmo ajudar à pega do próprio instrumento.
O som da trompa é rico em parciais harmônicos. A mão dentro da campana (técnica bouché) permite a mudança na afinação e uma enorme variedade de timbres. O tom pode ser controlado pela alteração da posição da mão na campana.
Trompas aparecem nas dez últimas sinfonias de Haydn e Mozart, em todas as nove de Beethoven, nas quatro de Schumann, nas quatro de Brahms, nas seis de Tchaikovski, nas nove completas de Mahler. A partitura da Segunda Sinfonia de Mahler exige dez trompas.

## História
A história da trompa começa há milhares de anos, quando o homem aprendeu a usar chifres de animais, ou seja, cornos, como instrumento. Diversos outros instrumentos mais ou menos análogos foram concebidos: tubos longos em madeira (trompa alpina, até hoje encontrada na Áustria e Suíça), tubos em cerâmica, etc. Quando se passou a forjar metais, versões nestes materiais passaram a ser produzidas. O tubo ganhou extensão, ficando enrolado para ser mais compacto.
Na idade média, a trompa de caça (corno di caccia), também conhecida como trompa natural, era usada pelos caçadores como uma forma de comunicação e sinalização dentro florestas. O instrumento não passava de um tubo metálico enrolado, com um pavilhão numa extremidade e o bocal na outra. Mais tarde, descobriu-se por acaso que, ao por a mão obstruindo parcialmente a campana, todos os sons baixavam de meio tom, ampliando a gama de sons possíveis a trompa na época (que por não possuir rotores, chaves ou pistos, tinha os sons limitados à série harmônica de sua fundamental.
Bach e Handel incluíram corni di caccia nas partituras dos seus concertos.
No século XIX o engenheiro alemão chamado Heinrich Stoetzel (1780-1844) teve a ideia de adicionar válvulas que modificavam o caminho percorrido pelo ar dentro do instrumento, alterando a nota emitida. Documento datado de 6 de Dezembro de 1814, Stoetzel solicita ao rei da Prússia, Frederico Guilherme III, permissão para o uso da trompa a válvula nas bandas militares dos regimentos da corte. Essa mudança demorou a ser acatada pelos compositores, que preferiam a trompa de caça, de som mais puro. A trompa moderna é capaz tocar todas as notas da escala cromática dentro de sua extensão.
Instrumentos da família da trompa têm sido encontrados por arqueólogos. Os judeus ainda hoje usam o shofar, um chifre de carneiro oco e com um orifício a servir de bocal, que eles usam nas ocasiões solenes, como para anunciar o Yom Kippur ou o Rosh Hashana (ano novo judaico), e cujo som tem um significado religioso para os hebreus. As palavras que traduzem "trompa" em outras línguas, como corno (em italiano e espanhol), cor (em francês), horn (em inglês e alemão), hoorn (em holandês), significam "chifre" nas respectivas línguas.

## Características Gerais

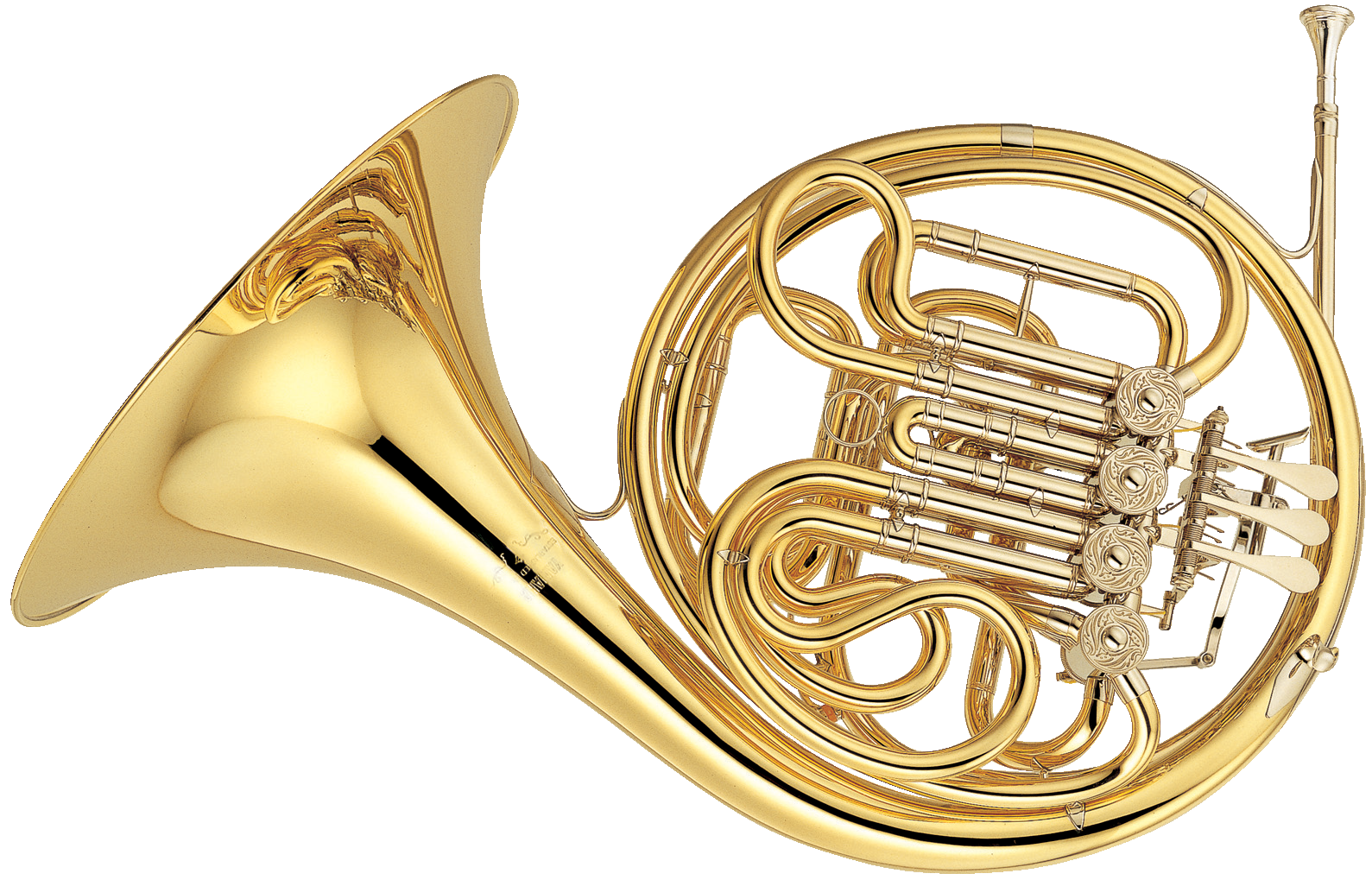
As três chaves (acima dos rotores) podem ser pressionadas para baixo. A chave do polegar (próxima à válvula mais à esquerda) move-se para dentro, em direção as outras três chaves.

A trompa é o segundo instrumento mais agudo da família dos metais. É afinada em Fá, Si♭, Ré, Mi♭, Fá auto, Dó, Sol, Mi, Lá, ou uma combinação deles, em geral Fá/Si♭ ou Si♭/Mi♭. Em alguns lugares, existe a tradição de que o aprendiz de trompa deve usar a trompa simples em Fá, enquanto outros preferem a trompa em Si♭. A trompa em Fá é mais usada do que a trompa em Si♭, especialmente em bandas escolares. Comparada com os outros metais da orquestra, tem um bocal muito diferente, mas tem a maior extensão útil, aproximadamente 4 oitavas, dependendo do trompista. Para se produzirem diferentes notas numa trompa, deve-se fazer muitas coisas — as 4 mais importantes são: apertar as válvulas, aplicar a tensão labial apropriada, soprar e colocar a mão na campana. Mais tensão labial e alta velocidade do ar produz as notas agudas. Menos tensão labial e baixa velocidade do ar produz notas graves. A mão direita, normalmente colocada dentro da campana (pavilhão) numa posição de "ponteiros de relógio às 3 horas", consegue abaixar a afinação em até um semitom na extensão do instrumento, dependendo de quão mais fundo o trompista a põe. A trompa toca numa porção mais aguda da série harmônica, em relação à maioria dos instrumentos de metal. A forma cônica do seu tubo (em oposição à forma cilíndrica do trompete e do trombone) é a responsável principal pelo seu timbre característico, descrito frequentemente como "doce".
Hoje, a música para trompa é tipicamente escrita em Fá e soa uma quinta abaixo. As limitações de extensão do instrumento são primariamente governadas pelas combinações disponíveis das válvulas para as 4 primeiras oitavas da série harmônica e, depois destas, pela habilidade do executante em controlar a afinação através do suprimento de ar e da embocadura. As extensões escritas típicas para a trompa começam ou no Fá#1(que soa Si0) imediatamente abaixo da clave de Fá.

### Tessitura

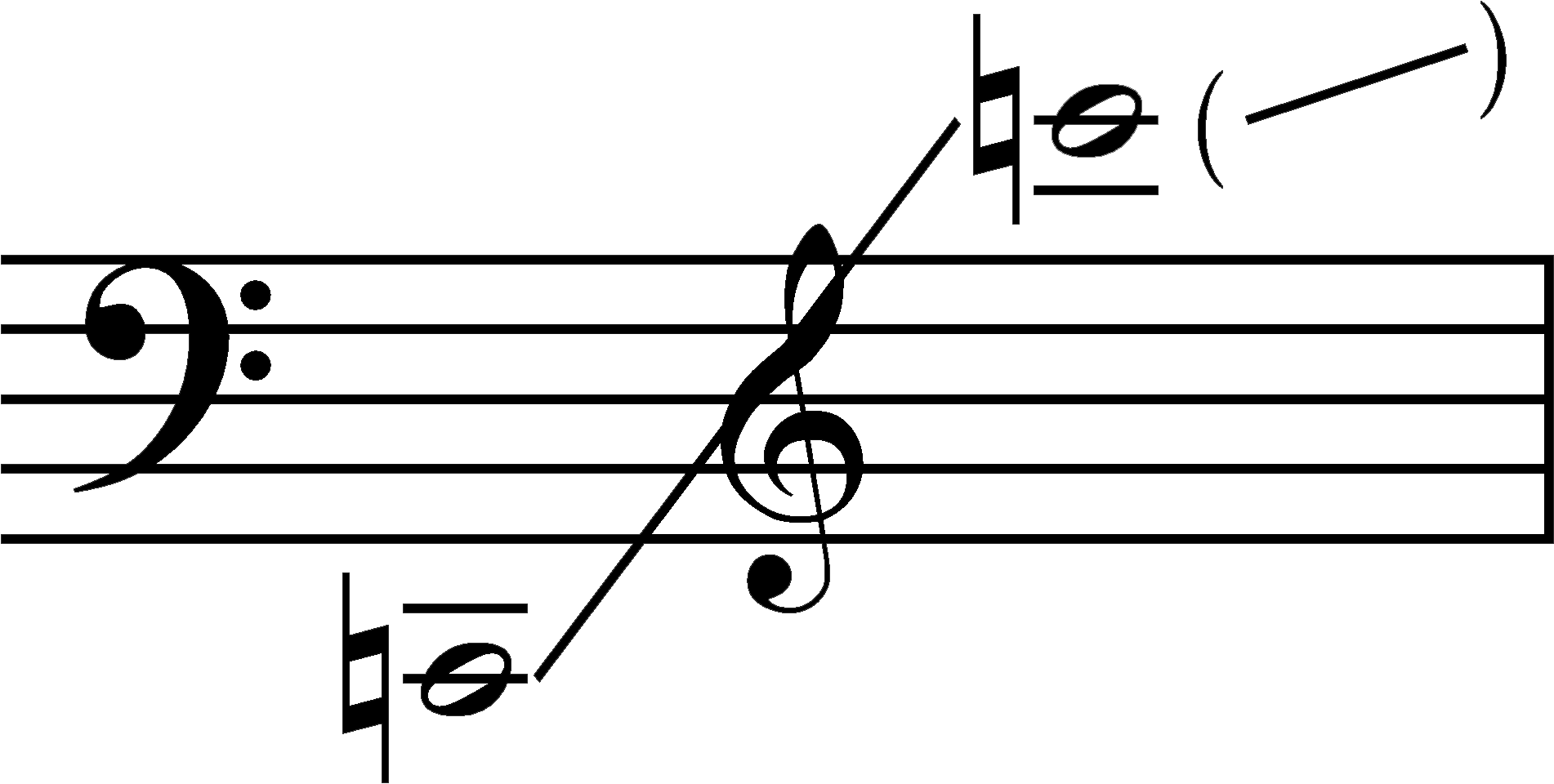
Tessitura da trompa. Dó1(Sol1)-Fá4(Dó5)

A tessitura padrão, que começa desde o Sol1(que soa Dó0) e termina no Dó5(Fá4), é baseada nas características da trompa simples em Fá. Entretanto, existe uma enorme quantidade de música escrita além dessa extensão, assumindo que os trompistas estejam usando a trompa dupla em Fá/Sib. Esse é o instrumento padrão usado nas orquestras e suas combinações de válvulas permitem a produção de toda a escala cromática. Embora a tessitura mais aguda do repertório trompístico raramente exceda ao Dó5 (que soa Fá4), trompistas habilidosos podem alcançar sons mais agudos.
É também importante notar que muitas peças, desde o Barroco até o Romantismo, são escritas em afinações diferentes de Fá. Esta prática começou nos tempos antigos da trompa natural (sem válvulas), quando o compositor queria indicar a afinação que a trompa deveria ter (trompa em Ré, trompa em Mi, etc.) e a parte era escrita como se estivesse em Dó. Essas diversas afinações eram conseguidas através da mudança dos "corpos de substituição" alterando o comprimento do tubo, que possibilitavam o aumento ou diminuição do comprimento do tubo. Um trompista com um instrumento moderno deve executar a correta transposição. Por exemplo, um Dó escrito para trompa em Ré deve ser transposto uma terça menor abaixo e tocado como um Lá na trompa em Fá.

### Trompa dupla
A trompa dupla tem dois sistemas de tubos, (o sistema do lado em Si♭, e outro sistema do lado em Fá) funcionando de forma com que o ar percorra as pompas do lado Si♭ com o acionamento da quarta válvula. O lado Si♭ é mais curto que o lado em Fá e é utilizado para atingir as notas agudas com mais facilidade e afinação.

### Trompa tripla
A trompa tripla possui três sistemas de tubos, adicionando mais uma afinação e, portanto, proporcionando mais assistência para a faixa aguda. A terceira afinação é mais comumente em Fá agudo, soando uma oitava acima da trompa de Fá normal, mas também existem trompas afinadas em Mi♭. 

### Campana removível
A trompa, embora não seja grande, não é fácil de transportar em locais com espaço compartilhado ou limitado, especialmente em aviões. Para compensar, os fabricantes de trompas podem fabricar os instrumentos com campana removível; isso permite estojos menores e mais fáceis de manusear.

## Melhores Trompistas
- Hermann Baumann – vencedor do Concurso Internacional de Música ARD em 1964 e ex-trompista principal de várias orquestras, incluindo a Orquestra Sinfônica da Rádio de Stuttgart
- Radek Baborák – famoso trompista tcheco, ex-trompista principal da Orquestra Filarmônica de Berlim , vencedor do Concurso Internacional de Música ARD em 1994 , vencedor do Concertino Praga em 1988 e 1990, ganhador do prêmio Grammy (1995)
- Aubrey Brain – célebre trompista britânico, pai de Dennis Brain e um defensor do estilo francês de instrumento
- Dennis Brain – ex-trompista principal da Royal Philharmonic Orchestra e da Philharmonia Orchestra , com quem Herbert von Karajan fez gravações famosas dos concertos para trompa de Mozart
- Alan Civil – ex-trompista principal da Orquestra Filarmônica , da Orquestra Filarmônica Real e da Orquestra Sinfônica da BBC
- John Cerminaro – ex-trompista principal da Orquestra Sinfônica de Seattle , da Filarmônica de Nova York e da Filarmônica de Los Angeles
- Dale Clevenger – ex-trompista principal da Orquestra Sinfônica de Chicago (1966–2013)
- Vincent DeRosa – ex-trompista principal de vários estúdios de Hollywood e compositores, incluindo John Williams
- Stefan Dohr – atual trompa principal, Orquestra Filarmônica de Berlim
- Richard Dunbar – um trompista, atuando na cena do free jazz
- Philip Farkas – ex-trompista principal da Orquestra Sinfônica de Chicago , criador da trompa Holton-Farkas e autor de vários livros sobre como tocar trompa e metais
- Douglas Hill – ex-trompista principal da Orquestra Sinfônica de Madison , notável professor e compositor
- Julie Landsman – ex-trompa principal da Metropolitan Opera e conhecida pedagoga de trompa
- Stefan de Leval Jezierski – trompa com mais tempo de serviço, Orquestra Filarmônica de Berlim
- Philip Myers – ex-trompista principal da Filarmônica de Nova York
- Jeff Nelsen – trompista canadense de metais 2000–2004, 2007–2010; corpo docente de trompa da Escola de Música Jacobs da Universidade de Indiana desde 2006
- Giovanni Punto – virtuoso da trompa, que deu nome ao prêmio anual de execução de trompa da Sociedade Internacional de Trompa, além de violinista, spalla e compositor.
- David Pyatt – vencedor do concurso BBC Young Musician of the Year em 1988 e atual trompista principal da Orquestra Filarmônica de Londres
- Gunther Schuller – ex-trompista principal da Orquestra Sinfônica de Cincinnati e da Orquestra da Ópera Metropolitana , e tocou com Miles Davis
- Lucien Thévet - trompista principal da Orquestra do Conservatório de Paris , da Orquestra da Ópera Nacional de Paris , professor notável e autor de vários livros sobre trompa
- Barry Tuckwell – ex-trompista principal da Orquestra Sinfônica de Londres e autor de vários livros sobre como tocar trompa
- Radovan Vlatković – vencedor do Concurso Internacional de Música ARD em 1983 , ex-trompista principal e solista da Orquestra Sinfônica da Rádio de Berlim e professor na Universidade Mozarteum de Salzburgo.
- Sarah Willis – primeira mulher trompista na Orquestra Filarmônica de Berlim, nascida nos EUA, embaixadora britânica da trompa e da música clássica por meio de programas de televisão como Sarah's Music na Deutsche Welle .

## Melhores Modelos e Marcas
A maioria dos trompistas concordam que a melhor marca de trompas é a Gebr. Alexander. É uma marca bastante antiga e boa, fundada em Mainz em 1782. Alguns dos melhores modelos de trompa:
- Yamaha 667
- Hoyer 6801
- Hoyer G10
- Conn 10/11DE
- Schmid
- Paxman 20 ou 23
- Alexander 103